# Мишеня, яке хотіло бути схожим на людину
«Мишеня, яке хотіло бути схожим на людину» (рос. Мышонок, который хотел быть похожим на человека) — ляльковий анімаційний фільм 1973 року Творчого об'єднання художньої мультиплікації студії Київнаукфільм, режисер — Леонід Зарубін.

## Сюжет
Мультфільм «Мишеня, яке хотіло бути схожим на людину» знятий за мотивами казки Е. Мошковської. У мультфільмі йдеться про те, як маленьке мишеня з усіх сил намагається стати схожим на людину. Воно думало, що для цього достатньо домогтися зовнішньої схожості, проте цього виявилося недостатньо.
Сюжет мультфільму розгортається навколо в'язаного мишеня, яке оселилося на одному з горищ. Воно читало журнали, присвячені темі пошиття одягу, щоб створити собі вбрання, які допомогли б йому знайти схожість з людським виглядом. Але якщо виявилося, що пошиття штанів не складає особливих труднощів, то характер і особливості внутрішнього світу підробити не так вже і легко складно.

## Творчий колектив
- Автор сценарію: Михайло Татарський
- Режисер: Леонід Зарубін
- Художник-постановник: Юрій Скирда
- Оператор: Світлана Нові
- Звукорежисер: Ігор Погон
- Ляльководи-мультиплікатори: Елеонора Лисицька, Жан Таран, А. Трифонов
- Ляльки та декорації виготовили: Я. Горбаченко, А. Радченко, В. Яковенко, Юрій Скирда
- Асистенти: В. Калістратов, А. Кислій, Н. Слуцька
- Редактор: Світлана Куценко
- Директор картини: М. Гладкова